# Willibrord Gymnasium
Het Willibrord Gymnasium, voorheen het St.-Willibrord Gymnasium, is een school voor vwo-gymnasium-onderwijs in Deurne. De school is op 1 januari 2022 opgegaan in de Onderwijsgroep Oost-Brabant, samen met het Commanderij College (Gemert en Beek en Donk) en de Jan van Brabant school (Helmond). De huidige Willibrord-rector is Wim Timmermans, tevens directeur van het Commanderij College.

## Ontwikkeling van de school
Het St.-Willibrord Gymnasium werd in 1958 als gymnasium erkend door de minister van Onderwijs. Het was opgericht als kleinseminarie vanuit het Missiehuis van de Missionarissen van Steyl (Paters SVD) te Deurne, die daar sinds 1954 gevestigd waren. Na een aanvankelijke periode als internaat, werd de toelating in de decennia erna vrijer en werden ook meisjes tot de school toegelaten (1965).
In de jaren tachtig van de twintigste eeuw volgde de verhuizing naar een eigen gebouw aan de Beukenstraat. Het nieuwe gebouw bestond uit een rechthoekig gebouw met een atrium. Nadat omstreeks 1990 de kenmerkende oranje aula (glas en staal), een aantal lokalen en de gymzaal waren gebouwd, werden de laatste tijdelijke noodgebouwen (HoBo) en het oude gebouw van het Missiehuis (SteBo) verlaten. De voormalige aula werd verbouwd tot lokaal voor tekenen en handvaardigheid.
In 2002 is het gebouw aan de zijde van de Beukenstraat uitgebreid met een mediatheek, geopend door president van de Nederlandsche Bank, Nout Wellink, broer van een van de docenten. Deze uitbouw aan de voorzijde van het gebouw zou twee doelen dienen, namelijk het huisvesten van bibliotheek- en computerfaciliteiten en het geven van een karakteristieke gevel aan de straatzijde.
Op 18 februari 2008 werd de start van het 50-jarig jubileum aangegeven door middel van een steenlichting. Op 1 september 1983 werd een steen ingemetseld waarin zich opstellen bevonden met de gezamenlijke titel Hoe zal het onderwijs dat mijn kleinkinderen krijgen, eruitzien?.
In het weekend van 7 en 8 juni 2008 werd een reünie georganiseerd door de vereniging Vrienden van het St.-Willibrord Gymnasium, waarbij het jubileumboek "Een halve eeuw zelfstandig streekgymnasium" werd gepresenteerd, geschreven door oud-leraren Bert Bijnen en Harrie Kanters, en door oud-rector Gerard Jansink.
In de week van 6 tot en met 10 oktober 2008 werd het jubileum van de school gecombineerd met de traditionele Griekse Week. De invulling van de Griekse Week was beperkter dan de eerdere edities.
Het Willibrord fuseerde per 1 januari 2021 met het Commanderij College tot de Onderwijsstichting de Peel en dus in 2022 met de Stichting Openbaar Onderwijs Jan van Brabant uit Helmond.

## Leerlingen en Medewerkers
Het leerlingenaantal in Deurne schommelt al jaren rond de 400. De grote Onderwijsgroep Oost-Brabant kent 4300 leerlinden en 550 medewerkers. Voor de leerlingen verandert er niet zoveel en de scholen behouden hun eigen identiteit. De voordelen van schaalvergroting, bij teruglopende leerlingenaantallen en minder beschikbare docenten, zijn groot, vooral ook op het gebied van ICT en facilitaire diensten.

## Schoolblad en Vereniging Vrienden Willibrord Gymnasium
De leerlingen verzorgen het schoolblad Quam diu?. In de jaren negentig betichtte een groep leerlingen het blad ervan te veel een spreekbuis van de directie te zijn, en werd kortstondig het blad Rede re-bellum opgericht, dat buiten de hekken van het schoolterrein werd uitgedeeld.
Ruim 400 oud-leerlingen zijn verenigd in de Vrienden van het Willibrord Gymnasium. Het bestuur organiseert elke vijf jaar een reünie en brengt twee keer per jaar  een eigen Post Willibrord Magazine uit, met verhalen van (oud) medeleerlingen.

## Bekende oud-leerlingen
- Jan Brenninkmeijer (1956), CDA-politicus
- Pieter van Dijk (1953), rechtsgeleerde
- Cathalijne Dortmans (1973), GroenLinks-politica
- Cyrille Fijnaut (1946), criminoloog
- Lex van de Haterd (1954), neerlandicus
- Teun Heldens (1993), burgemeester Heeze-Leende
- Anneriek van Heugten, schrijfster
- Ton Keunen (1968), acteur
- Simon Koene (1946), beeldend kunstenaar
- Leo Lucassen (1959), historicus
- Jos Penninx (1954), PvdA-politicus
- Mark Söhngen (1954), trekzakspeler
- Annemarie Penn-te Strake (1953), juriste en politica
- Eric Swiggers (1968), componist en dirigent
- Henk Willems (1947), PvdA-politicus